# أبراهام باز
ابراهام باز (بالإسبانية: Abraham Paz)‏ (29 يونيو 1979 بإل بويرتو دي سانتا ماريا في إسبانيا - ) هو لاعب كرة قدم إسباني في مركز الدفاع. لعب مع اتحاد أبناء سخنين وراسينغ كلوب بورتوينسي ومكابي حيفا ونادي إيركوليس ونادي ساباديل ونادي قادش ونادي كارتاخينا وAssociazione Sportiva Portuense ‏ ونادي قادش ب ‏.

## وصلات خارجية
- أبراهام باز على موقع قاعدة بيانات كرة القدم.إي يو (الإنجليزية)
- أبراهام باز على موقع Soccerway.com (الإنجليزية)
- أبراهام باز على موقع AS.com (الإسبانية)